# کارلوس ویگا
کارلوس ویگا (انگلیسی: Carlos Veiga؛ زادهٔ ۲۱ اکتبر ۱۹۴۹) یک سیاست‌مدار اهل کیپ ورد است.